# Équipe de Suisse de football au Championnat d'Europe 1996
L'équipe de Suisse de football participe à sa première phase finale de championnat d'Europe lors de l'édition 1996 qui se tient en Angleterre du 8 juin 1996 au 30 juin 1996. Les Suisses sont éliminés au premier tour en terminant derniers du groupe A.

## Phase qualificative
La phase qualificative est composée de huit groupes. Les huit vainqueurs de poule, les six meilleurs deuxièmes et le vainqueur du barrage entre les deux moins bons deuxièmes se qualifient pour l'Euro 1996 et ils accompagnent l'Angleterre, qualifiée d'office en tant que pays organisateur. La Suisse termine 1re du groupe 3.
| Rang | Équipe  | Pts | J | G | N | P | Bp | Bc | Diff |  | Résultats (▼ dom., ► ext.) |     |     |     |     |     |
| ---- | ------- | --- | - | - | - | - | -- | -- | ---- |  | -------------------------- | --- | --- | --- | --- | --- |
| 1    | Suisse  | 17  | 8 | 5 | 2 | 1 | 15 | 7  | +8   |  | Suisse                     |     | 1-2 | 4-2 | 3-0 | 1-0 |
| 2    | Turquie | 15  | 8 | 4 | 3 | 1 | 16 | 8  | +8   |  | Turquie                    | 1-2 |     | 2-1 | 2-0 | 5-0 |
| 3    | Suède   | 9   | 8 | 2 | 3 | 3 | 9  | 10 | -1   |  | Suède                      | 0-0 | 2-2 |     | 2-0 | 1-1 |
| 4    | Hongrie | 8   | 8 | 2 | 2 | 4 | 7  | 13 | -6   |  | Hongrie                    | 2-2 | 2-2 | 1-0 |     | 1-0 |
| 5    | Islande | 5   | 8 | 1 | 2 | 5 | 3  | 12 | -9   |  | Islande                    | 0-2 | 0-0 | 0-1 | 2-1 |     |

## Matchs de préparation
| 13 mars 1996              | Luxembourg | 1 - 1   | Suisse     | Josy-Barthel, Luxembourg                     |                                              |
| Historique des rencontres | Cardoni 8e | (1 - 0) | 75e Sforza | Spectateurs : 1 937 Arbitrage : Amand Ancion | Spectateurs : 1 937 Arbitrage : Amand Ancion |
| Historique des rencontres | Rapport    |         |            | Spectateurs : 1 937 Arbitrage : Amand Ancion | Spectateurs : 1 937 Arbitrage : Amand Ancion |

| 27 mars 1996              | Autriche  | 1 - 0   | Suisse | Ernst-Happel, Vienne                           |                                                |
| Historique des rencontres | Ogris 73e | (0 - 0) |        | Spectateurs : 23 800 Arbitrage : Fernand Meese | Spectateurs : 23 800 Arbitrage : Fernand Meese |
| Historique des rencontres | Rapport   |         |        | Spectateurs : 23 800 Arbitrage : Fernand Meese | Spectateurs : 23 800 Arbitrage : Fernand Meese |

| 24 avril 1996             | Suisse                                    | 2 - 0   | Pays de Galles | Cornaredo, Lugano                               |                                                 |
| Historique des rencontres | Coleman 32e (csc) · Türkyılmaz 42e (pen.) | (2 - 0) |                | Spectateurs : 8 500 Arbitrage : Loris Stafoggia | Spectateurs : 8 500 Arbitrage : Loris Stafoggia |
| Historique des rencontres | Rapport                                   |         |                | Spectateurs : 8 500 Arbitrage : Loris Stafoggia | Spectateurs : 8 500 Arbitrage : Loris Stafoggia |

| 1er juin 1996             | Suisse     | 1 - 2   | Tchéquie     | Stade Saint-Jacques, Bâle                       |                                                 |
| Historique des rencontres | Grassi 34e | (1 - 1) | 23e 84e Kuka | Spectateurs : 14 400 Arbitrage : Georg Dardenne | Spectateurs : 14 400 Arbitrage : Georg Dardenne |
| Historique des rencontres | Rapport    |         |              | Spectateurs : 14 400 Arbitrage : Georg Dardenne | Spectateurs : 14 400 Arbitrage : Georg Dardenne |

## Phase finale

### Effectif
Sélectionneur : Artur Jorge
| No. | Pos.      | Joueur              | Date de naissance et âge | Sélec. | Club                  |
| --- | --------- | ------------------- | ------------------------ | ------ | --------------------- |
| 1   | Gardien   | Marco Pascolo       | 9 mai 1966               | 36     | Servette de Genève    |
| 2   | Défenseur | Marc Hottiger       | 7 novembre 1967          | 60     | Everton               |
| 3   | Défenseur | Yvan Quentin        | 2 mai 1970               | 26     | FC Sion               |
| 4   | Défenseur | Stéphane Henchoz    | 7 septembre 1974         | 16     | Hambourg SV           |
| 5   | Défenseur | Alain Geiger        | 5 novembre 1960          | 110    | Grasshopper de Zurich |
| 6   | Milieu    | Raphaël Wicky       | 26 avril 1977            | 1      | FC Sion               |
| 7   | Attaquant | Sébastien Fournier  | 27 juin 1971             | 11     | FC Sion               |
| 8   | Milieu    | Patrick Sylvestre   | 1er septembre 1968       | 47     | FC Sion               |
| 9   | Attaquant | Marco Grassi        | 8 août 1968              | 22     | Stade rennais         |
| 10  | Milieu    | Ciriaco Sforza      | 2 mars 1970              | 40     | Bayern de Munich      |
| 11  | Attaquant | Stéphane Chapuisat  | 28 juin 1969             | 46     | Borussia Dortmund     |
| 12  | Gardien   | Stephan Lehmann     | 15 août 1963             | 7      | FC Sion               |
| 13  | Défenseur | Sébastien Jeanneret | 12 décembre 1973         | 1      | Neuchâtel Xamax       |
| 14  | Attaquant | Kubilay Türkyılmaz  | 4 mars 1967              | 48     | Grasshopper de Zurich |
| 15  | Défenseur | Ramon Vega          | 14 juin 1971             | 8      | Grasshopper de Zurich |
| 16  | Milieu    | Marcel Koller       | 11 novembre 1960         | 52     | Grasshopper de Zurich |
| 17  | Milieu    | Johann Vogel        | 8 mars 1977              | 4      | Grasshopper de Zurich |
| 18  | Milieu    | Régis Rothenbühler  | 11 octobre 1970          | 10     | Neuchâtel Xamax       |
| 19  | Attaquant | David Sesa          | 10 juillet 1973          | 1      | Servette de Genève    |
| 20  | Milieu    | Alexandre Comisetti | 21 juillet 1973          | 3      | Grasshopper de Zurich |
| 21  | Milieu    | Christophe Bonvin   | 14 avril 1965            | 41     | FC Sion               |
| 22  | Gardien   | Joël Corminboeuf    | 16 mars 1964             | 6      | Neuchâtel Xamax       |

### Premier tour
| Groupe A |            |     |   |   |   |   |    |    |      |
|          | Équipe     | Pts | J | G | N | P | BP | BC | Diff |
| 1        | Angleterre | 7   | 3 | 2 | 1 | 0 | 7  | 2  | +5   |
| 2        | Pays-Bas   | 4   | 3 | 1 | 1 | 1 | 3  | 4  | -1   |
| 3        | Écosse     | 4   | 3 | 1 | 1 | 1 | 1  | 2  | -1   |
| 4        | Suisse     | 1   | 3 | 0 | 1 | 2 | 1  | 4  | -3   |

| 8 juin  | Angleterre | 1 | 1 | Suisse     |
| 10 juin | Pays-Bas   | 0 | 0 | Écosse     |
| 13 juin | Suisse     | 0 | 2 | Pays-Bas   |
| 15 juin | Écosse     | 0 | 2 | Angleterre |
| 18 juin | Écosse     | 1 | 0 | Suisse     |
| 18 juin | Pays-Bas   | 1 | 4 | Angleterre |

| 8 juin 1996                       | Angleterre  | 1 - 1   | Suisse                | Wembley, Londres                                  |                                                   |
| 15h00 · Historique des rencontres | Shearer 23e | (1 - 0) | 84e (pen.) Türkyılmaz | Spectateurs : 76 567 Arbitrage : Manuel Díaz Vega | Spectateurs : 76 567 Arbitrage : Manuel Díaz Vega |
| 15h00 · Historique des rencontres | Rapport     |         |                       | Spectateurs : 76 567 Arbitrage : Manuel Díaz Vega | Spectateurs : 76 567 Arbitrage : Manuel Díaz Vega |

| 13 juin 1996                      | Suisse  | 0 - 2   | Pays-Bas                  | Villa Park, Birmingham                         |                                                |
| 19h30 · Historique des rencontres |         | (0 - 0) | 66e Cruyff · 79e Bergkamp | Spectateurs : 39 000 Arbitrage : Atanas Uzunov | Spectateurs : 39 000 Arbitrage : Atanas Uzunov |
| 19h30 · Historique des rencontres | Rapport |         |                           | Spectateurs : 39 000 Arbitrage : Atanas Uzunov | Spectateurs : 39 000 Arbitrage : Atanas Uzunov |

| 18 juin 1996                      | Écosse      | 1 - 0   | Suisse | Villa Park, Birmingham                         |                                                |
| 19h30 · Historique des rencontres | McCoist 37e | (1 - 0) |        | Spectateurs : 34 946 Arbitrage : Václav Krondl | Spectateurs : 34 946 Arbitrage : Václav Krondl |
| 19h30 · Historique des rencontres | Rapport     |         |        | Spectateurs : 34 946 Arbitrage : Václav Krondl | Spectateurs : 34 946 Arbitrage : Václav Krondl |